# Neue Deutsche Todeskunst
A Neue Deutsche Todeskunst (NDT, angolul: "New German Death Art") egy Németországban kialakult zenei stílus, ami a goth és dark wave zenék kísérletezős, szabadelvűbb és művészibb változataként jött létre az 1980-as években. A dalok szövegei általában német nyelven íródnak és átlengi őket a halál, elmúlás témája, gyakran ironikus nyelvezettel, nem kevés morbiditást - fekete humort vegyítve bele. 
Változó arányban vegyítik a gothic rock, dark wave és ezek neoklasszikus ágazatainak elemeit, de gyakori az indusztriális zene hatásai felé hajlás is. A gót szubkultúra egyik legszélsőségesebb zenei stílusának tekinthető.

## Fontosabb előadók
- Goethes Erben
- Relatives Menschsein
- Das Ich